# Jamey Sheridan
Jamey Sheridan (* 12. Juli 1951 in Pasadena, Kalifornien als James Patrick Sheridan) ist ein US-amerikanischer Schauspieler.

## Leben
Jamey Sheridan hatte bisher eine erfolgreiche Karriere in Theater-, Fernseh- und Filmproduktionen. Er wurde in eine Schauspieler-Familie hineingeboren. Eigentlich wollte er professioneller Tänzer werden, doch dieser Wunsch wurde durch eine Knieverletzung zunichtegemacht. Bevor er zum Fernsehen kam, spielte er Theater. 1987 erhielt er eine Nominierung für den Tony Award für seine Darstellung in der Wiederaufführung von Arthur Millers All My Sons.
Seine Filmkarriere begann mit kleinen Rollen in den 1980er Jahren. Sein Spielfilmdebüt gab er in dem Film Jumpin’ Jack Flash an der Seite von Whoopi Goldberg. In den 1990er Jahren spielte er die Rolle des Familienmenschen. Aber er war auch in der Lage, Bösewichte zu verkörpern (zu sehen in Stephen Kings The Stand – Das letzte Gefecht). Nachdem er lange Zeit in Shakespeare-Stücken auftrat, spielte er dann auch in der Filmversion von Hamlet mit, die von Campbell Scott produziert wurde. Daneben hatte er zahlreiche Nebenrollen in verschiedenen Filmen. Eine seiner bekanntesten Rollen im TV ist die von  Capt. James Deakins in der Serie Criminal Intent – Verbrechen im Visier. Nach 111 Folgen wurde er auf eigenen Wunsch zur Season 2004/2005 aus der Serie geschrieben. 
Sheridan und seine Frau, die Schauspielerin Colette Kilroy, haben drei Kinder und leben in Los Angeles.

## Filmografie (Auswahl)

### Filme
- 1986: Jumpin’ Jack Flash
- 1988: Das Haus in der Carroll Street (The House on Carroll Street)
- 1989: Shannon – Sein schwerster Fall (Shannon’s Deal, Fernsehfilm)
- 1990: Ein verrückt genialer Coup (Quick Change)
- 1990: Stanley und Iris (Stanley & Iris)
- 1991: Mein Weihnachtswunsch (All I want for Christmas)
- 1992: Sanfte Augen lügen nicht (A Stranger Among Us)
- 1992: Stimmen im Dunkel (Whispers in the Dark)
- 1994: Stephen King’s The Stand – Das letzte Gefecht (The Stand, Fernsehfilm)
- 1997: Der Eissturm (The Ice Storm)
- 1997: Wild America
- 1999: Black Devil
- 1999: Das schwankende Schiff (Cradle Will Rock)
- 2000: Desert Saints
- 2001: Das Haus am Meer (Life as a House)
- 2001: Rain
- 2002: Video Voyeur – Verbotene Blicke (Video Voyeur: The Susan Wilson Story)
- 2004: The Warrior Class
- 2004: Last Night
- 2005: Syriana
- 2012: Game Change – Der Sarah-Palin-Effekt (Game Change, Fernsehfilm)
- 2015: Spotlight
- 2016: Sully
- 2018: Lizzie Borden – Mord aus Verzweiflung (Lizzie)

### Fernsehserien
- 1987: Spenser (2 Episoden)
- 1990–1991: Shannons Spiel (Shannon’s Deal, 16 Episoden)
- 1995–1996: Chicago Hope – Endstation Hoffnung (Chicago Hope, 18 Episoden)
- 2001–2006: Criminal Intent – Verbrechen im Visier (Law & Order: Criminal Intent, 111 Episoden)
- 2009: Eli Stone (Episode 2x11)
- 2009–2010: Trauma (20 Episoden)
- 2011–2012: Homeland (17 Episoden)
- 2012–2016: Arrow (5 Episoden)
- 2013: Navy CIS (NCIS, Episode 10x19)
- 2013: Smash (5 Episoden)
- 2014: Suits (Episode 3x15)
- 2015: Agent X (10 Episoden)
- 2016: American Gothic (3 Episoden)